# Hilary Barteová
Hilary Barteová (* 17. listopadu 1988 Chatsworth) je americká profesionální tenistka. Ve své dosavadní kariéře na okruhu WTA Tour nevyhrála žádný turnaj. V rámci okruhu ITF získala k září 2011 jeden titul ve dvouhře.
Na žebříčku WTA byla nejvýše ve dvouhře klasifikována v listopadu 2007 na  455. místě a ve čtyřhře pak v říjnu téhož roku na 576. místě. K roku 2011 ji trénoval .
Na US Open 2011 obdržely spolu s Mallory Burdetteovou divokou kartu do soutěže ženské čtyřhry, v níž vypadly ve 2. kole se slovinsko-gruzínským párem Andreja Klepačová a Anna Tatišviliová.

## Finálové účasti na turnajích okruhu ITF
| $100,000 tournaments |
| $75,000 tournaments  |
| $50,000 tournaments  |
| $25,000 tournaments  |
| $10,000 tournaments  |

### Dvouhra

#### Vítězka (1)
| Č. | Datum          | Turnaj         | Povrch | Finalistka      | Výsledek |
| -- | -------------- | -------------- | ------ | --------------- | -------- |
| 1. | 23. dubna 2007 | Ciudad Obregón | antuka | Erika Clarkeová | 6–0, 6–2 |